# Philipp Wiemer
Philipp Wiemer (* 17. Januar 1849 in Nürnberg; † 9. Dezember 1924 ebenda) war ein deutscher sozialdemokratischer Politiker.

## Leben
Er besuchte die Volksschule in Nürnberg und die Dorfschule in Ginsheim. Er lernte den Schlosserberuf für ein Jahr und den Beruf des Zirkelschmiedes drei Jahre. Später wandte er sich dem Maschinenbau zu und arbeitete vorwiegend als Modellschlosser.
Weil er wegen seiner sozialdemokratischen Ansichten gemaßregelt worden war, arbeitete er seit 1875 hauptberuflich für parteinahe Druckereien. Zeitweise war er auch Zigarrenhändler und Inhaber eines Posamentiergeschäftes. Zwischen 1890 und 1910 war er hauptberuflicher Kassenvorstand des „Frauenstifts“ in Nürnberg. Danach trat er in den Ruhestand.
Er kandidierte verschiedene Male für den Reichstag. Dem Parlament gehörte er zwischen 1884 und 1887 an. Er nahm zwischen 1875 und 1894 mehrfach an sozialdemokratischen Parteitagen teil.